# 貢迪亞縣
貢迪亞縣是印度的一個縣，位於該國西部，由馬哈拉施特拉邦負責管轄，面積4,843平方公里，識字率為67.67%，2001年人口1,200,151，人口密度每平方公里248人。

## 外部連結
- Gondia district website （页面存档备份，存于）
- www.gondiainfo.com

21°27′41″N 80°11′29″E / 21.46139°N 80.19139°E